# 1,4-二溴蒽
1,4-二溴蒽是一种有机化合物，化学式为C14H8Br2，它可由1,4-二氨基蒽醌和溴化铜的乙腈溶液和亚硝酸叔丁酯反应，经硫酸酸化和还原剂还原后得到。它和三甲基硅基乙炔在催化下反应，可以得到1,4-二(三甲基硅基乙炔基)蒽。